# Simon Francis
Simon Charles Francis (Nottingham, 16 febbraio 1985) è un ex calciatore inglese, di ruolo difensore.

## Caratteristiche tecniche
Terzino destro, può giocare come difensore centrale.

## Carriera

### Club
Il primo marzo 2004 lo Sheffield United ne rileva le prestazioni per € 250.000. Nel luglio 2006 il Southend United lo acquista in cambio di € 100.000. Quattro anni dopo, il Charlton Athletic, lo preleva per € 90.000. Il 7 novembre 2011 è ceduto in prestito al Bournemouth e l'8 gennaio sarebbe scaduto il prestito ma il club riscatta Francis, acquistandolo definitivamente.

## Statistiche

### Presenze e reti nei club
Statistiche aggiornate al 27 luglio 2020.
| Stagione                 | Squadra                  | Campionato               | Campionato | Campionato | Coppe nazionali | Coppe nazionali | Coppe nazionali | Coppe continentali | Coppe continentali | Coppe continentali | Altre coppe | Altre coppe | Altre coppe | Totale | Totale |
| Stagione                 | Squadra                  | Comp                     | Pres       | Reti       | Comp            | Pres            | Reti            | Comp               | Pres               | Reti               | Comp        | Pres        | Reti        | Pres   | Reti   |
| ------------------------ | ------------------------ | ------------------------ | ---------- | ---------- | --------------- | --------------- | --------------- | ------------------ | ------------------ | ------------------ | ----------- | ----------- | ----------- | ------ | ------ |
| 2002-2003                | Bradford City            | FD                       | 25         | 1          | FACup+CdL       | 1+0             | 0               | -                  | -                  | -                  | -           | -           | -           | 26     | 1      |
| 2003-mar. 2004           | Bradford City            | FD                       | 30         | 0          | FACup+CdL       | 0+1             | 0               | -                  | -                  | -                  | -           | -           | -           | 31     | 0      |
| Totale Bradford City     | Totale Bradford City     | Totale Bradford City     | 55         | 1          |                 | 2               | 0               |                    | -                  | -                  |             | -           | -           | 57     | 1      |
| mar.-giu. 2004           | Sheffield United         | FD                       | 5          | 0          | FACup+CdL       | -               | -               | -                  | -                  | -                  | -           | -           | -           | 5      | 0      |
| 2004-2005                | Sheffield United         | FLC                      | 6          | 0          | FACup+CdL       | 1+0             | 0               | -                  | -                  | -                  | -           | -           | -           | 7      | 0      |
| 2005-2006                | Sheffield United         | FLC                      | 1          | 0          | FACup+CdL       | -               | -               | -                  | -                  | -                  | -           | -           | -           | 1      | 0      |
| Totale Sheffield United  | Totale Sheffield United  | Totale Sheffield United  | 12         | 0          |                 | 1               | 0               |                    | -                  | -                  |             | -           | -           | 13     | 0      |
| nov.-ott. 2006           | Grimsby Town             | FLC                      | 5          | 0          | FACup+CdL       | -               | -               | -                  | -                  | -                  | FLT         | -           | -           | 5      | 0      |
| nov. 2005-mar. 2006      | Tranmere                 | FL1                      | 17         | 1          | FACup+CdL       | -               | -               | -                  | -                  | -                  | FLT         | -           | -           | 17     | 1      |
| 2006-2007                | Southend United          | FLC                      | 40         | 1          | FACup+CdL       | 0+4             | 0               | -                  | -                  | -                  | -           | -           | -           | 44     | 1      |
| 2007-2008                | Southend United          | FL1                      | 27+2       | 2+0        | FACup+CdL       | 2+2             | 1+0             | -                  | -                  | -                  | FLT         | -           | -           | 33     | 3      |
| 2008-2009                | Southend United          | FL1                      | 45         | 0          | FACup+CdL       | 2+1             | 0               | -                  | -                  | -                  | FLT         | -           | -           | 48     | 0      |
| 2009-2010                | Southend United          | FL1                      | 45         | 1          | FACup+CdL       | 1+2             | 0               | -                  | -                  | -                  | FLT         | -           | -           | 48     | 1      |
| Totale Southend United   | Totale Southend United   | Totale Southend United   | 157+2      | 4+0        |                 | 14              | 0               |                    | -                  | -                  |             | -           | -           | 173    | 4      |
| 2010-2011                | Charlton Athletic        | FL1                      | 34         | 0          | FACup+CdL       | 5+1             | 0               | -                  | -                  | -                  | FLT         | -           | -           | 40     | 0      |
| ago.-nov. 2011           | Charlton Athletic        | FL1                      | -          | -          | FACup+CdL       | 0+2             | 0               | -                  | -                  | -                  | FLT         | 0           | 0           | 2      | 0      |
| Totale Charlton Athletic | Totale Charlton Athletic | Totale Charlton Athletic | 34         | 0          |                 | 8               | 0               |                    | -                  | -                  |             | 0           | 0           | 42     | 0      |
| nov. 2011-2012           | Bournemouth              | FL1                      | 29         | 0          | FACup+CdL       | 2+0             | 0               | -                  | -                  | -                  | FLT         | 0           | 0           | 31     | 0      |
| 2012-2013                | Bournemouth              | FL1                      | 42         | 1          | FACup+CdL       | 4+1             | 0               | -                  | -                  | -                  | FLT         | 1           | 0           | 48     | 1      |
| 2013-2014                | Bournemouth              | FLC                      | 46         | 1          | FACup+CdL       | 2+2             | 0               | -                  | -                  | -                  | -           | -           | -           | 50     | 1      |
| 2014-2015                | Bournemouth              | FLC                      | 42         | 1          | FACup+CdL       | 1+3             | 0               | -                  | -                  | -                  | -           | -           | -           | 46     | 1      |
| 2015-2016                | Bournemouth              | PL                       | 38         | 0          | FACup+CdL       | 2+2             | 0               | -                  | -                  | -                  | -           | -           | -           | 42     | 0      |
| 2016-2017                | Bournemouth              | PL                       | 34         | 0          | FACup+CdL       | 0+1             | 0               | -                  | -                  | -                  | -           | -           | -           | 35     | 0      |
| 2017-2018                | Bournemouth              | PL                       | 32         | 0          | FACup+CdL       | 0+2             | 0               | -                  | -                  | -                  | -           | -           | -           | 34     | 0      |
| 2018-2019                | Bournemouth              | PL                       | 17         | 0          | FACup+CdL       | 0+3             | 0               | -                  | -                  | -                  | -           | -           | -           | 20     | 0      |
| 2019-2020                | Bournemouth              | PL                       | 15         | 0          | FACup+CdL       | 2+1             | 0               | -                  | -                  | -                  | -           | -           | -           | 18     | 0      |
| Totale Bournemouth       | Totale Bournemouth       | Totale Bournemouth       | 295        | 3          |                 | 28              | 0               |                    | -                  | -                  |             | 1           | 0           | 324    | 3      |
| Totale carriera          | Totale carriera          | Totale carriera          | 575        | 9          |                 | 60              | 2               |                    | -                  | -                  |             | 9           | 0           | 644    | 11     |

## Palmarès

### Club

#### Competizioni nazionali
- Football League Championship: 1

Bournemouth: 2014-2015